# 오쓰카 신지
오쓰카 신지(일본어: 大塚 真司, 1975년 12월 29일 ~ )는 일본의 전 축구 선수이다.

## 구단 경력
과거 제프 유나이티드 이치하라, 가와사키 프론탈레, 오미야 아르디자, 몬테디오 야마가타, 콘사돌레 삿포로에서 활동하였다.

## 국가대표팀 경력
그는 1995년 FIFA 세계 청소년 축구 선수권 대회에 참가할 일본 U-20 국가대표팀에 선발되었으나 경기에 출전하지는 못하였다.